# Helen Jewett
Helen Jewett, född 18 oktober 1813 som Dorcas Doyen, död 10 april 1836 i New York, var en amerikansk prostituerad. Mordet på henne var den första sexskandalen som fick en omfattande och detaljerad rapportering i pressen, och den bildade mönster för senare journalistik av samma typ. 

## Biografi

### Uppväxt och liv
Jewett föddes som Dorcas Doyen, i en arbetarklassfamilj i Temple i Maine. Hennes far var alkoholist och modern avled när Jewett var ung.
Från 12 eller 13 års ålder var Jewett anställd som hembiträde hos justitierådet Nathan Weston i delstatens högsta domstol. Så fort hon fyllt 18 år lämnade Jewett Weston-familjen. Hon flyttade därefter till den större orten Portland, där hon under antaget namn arbetade som prostituerad.
Senare flyttade Jewett till Boston och slutligen till New York. Hon framställde sig där under flera olika antagna namn.

### Mord och efterspel

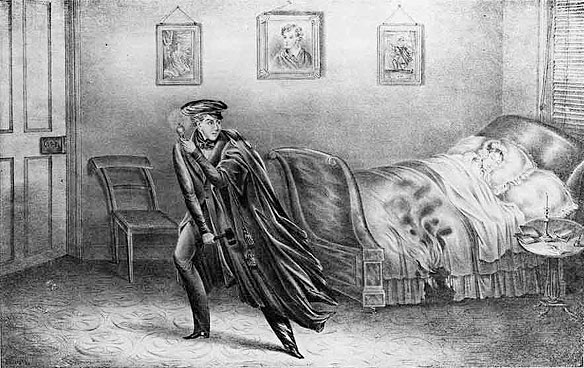
Illustration av mordscenen från ett samtida nyhetshäfte. Robinson står här till vänster, med yxa i hand.

Helen Jewett återfanns mördad i sin säng klockan 03:00, natten till den 10 april 1836. Upptäckten gjordes av Rosina Townsend, föreståndaren för bordellen där Jewett arbetade och bodde. Mordet hade skett någon gång efter midnatt.
Jewetts huvud hade träffats tre gånger av ett vasst tillhygge, och i den rättsmedicinska rapporten noterades det som en mindre yxa. Baserat på kroppens position i sängen ansåg coronern att slagen inte var väntade; det fanns inga tecken på någon strid. Efter att ha utdelat de dödliga slagen tände mördaren sedan eld på Jewetts säng. När Townsend kom in i rummet var det fullt av rök, och Jewetts kropp var bränt på ena sidan.

#### Rättegången
Baserat på vittnesmål från andra kvinnor som bodde i bordellen, arresterade polisen därefter den 19-årige Richard P. Robinson som misstänkt för mordet. Robinson var en återkommande kund till Jewett men förnekade all eventuell koppling till dådet, och han uppvisade föga sinnesrörelse även när han konfronterades med det ännu varma liket. Baserat på insamlade vittnesmål och fyndet av en mantel som liknade Robinsons egen bedömde den tillfrågade folksamlingen runt coronern att Jewett bringats av daga med en yxa hållen av Robinson. Detta var tillräckligt för att väcka åtal mot honom.
2 juni samma år inleddes mordrättegången. Ogden Hoffman, tidigare distriktsåklagare i New York, ställde upp som försvarsadvokat. Efter flera dagars förhör med olika vittnen, inklusive Rosina Townsend, gav rättens ordförande sina instruktioner till juryn. Eftersom de flesta vittnena utgjordes av andra prostituerade beordrade domaren juryn att låta ignorera dessa. Juryn saknade då egentliga bevis och hade endast indicier att gå på; efter en knapp halvtimmes överläggning återkom juryn med utslaget "icke skyldig".

#### Uppflammande debatt
Den följande debatten i pressen och i det allmänna samtalet blev djupt polariserad. Pressbevakningen var redan innan uppdelad mellan reportrar som sympatiserade med Jewett och svartmålade Robinson, och de som attackerade jewett som en förförerska som förtjänade sitt öde. I den inflytelserika New York Herald beskrev redaktören James Gordon Bennett Sr. konsekvent Robinson som ett oskyldigt offer för en elakartad komplott orkestrerad av polisen och Jewetts bordellmadam i maskopi. Han tryckte också på fallets sensationella natur (se sensationalism) och gjorde vad han kunde för att lyfta fram de sexuella och våldsamma inslagen. The New York Sun, vars läsare till största delen kom från arbetarklassen, argumenterade däremot för att Robinson var skyldig och att han kunde utnyttja sina pengar och påverkan genom välbärgade släktingar och sin egen arbetsgivare till att i princip köpa sig fri. Denna teori vann många förespråkare i även långt efter rättegången. 
Rättegången förorsakade en tydlig utveckling av bevakningen av fall med sexuella eller skandalmässiga inslag hos den amerikanska journalistkåren. Före det här rättsfallet skedde i princip knappt någon bevakning av dylika frågor hos de större tidningarna.
En del av Robinsons personliga korrespondens offentliggjordes efter rättegången. Dessa undergrävde hans påstådda privatmoral och visade att han i praktiken var kapabel till våldsamt beteende. Allmänheten, inklusive hans tidigare sympatisörer, vände sig därefter emot honom. Han flyttade till slut från New York och slog sig ner i Texas.

## Jewett i kulturen
Jewett och Robinson är ämne för The Lives of Helen Jewett, And Richard P. Robinson, en roman från 1849 av journalisten George Wilkes. Boken publicerades ursprungligen som följetong i Wilkes' egen tidning National Police Gazette. Historien är en fiktionaliserad berättelse baserad på historier kring Jewett och Robinson som cirkulerade efter mordet.
Jewett är en rollfigur i romanen Burr av Gore Vidal, där figuren är berättarens kärleksobjekt. Mordet på henne är sekundärt till handlingen i romanen men antyds dock boken igenom. Romanens titelfigur (Aaron Burr) har i en uppmärksammad rättegång tidigare lyckats få frikännande för Levi Weeks – åtalad för mord på en Elma Sands.